# 岐山站
岐山站又名蔡家坡南站，位于中华人民共和国陕西省宝鸡市岐山县蔡家坡镇，是徐兰客运专线中段西宝客运专线上的高铁站，于2013年12月28日投入使用，由西安铁路局管辖。

## 車站周邊
- 五丈原镇财政所
- 五丈原镇政府
- 岐山五丈原客运站
- 五丈原综合高级中学
- 红星小学
- 五星示范小学
- 五丈原风景区
- 诸葛亮庙

## 歷史
- 2013年12月28日通车启用。[3]

## 外部連結
- 中国铁路客户服务中心 （页面存档备份，存于）